# Catherine Brewer Benson
Catherine Brewer Benson   (Augusta, 24 de gener de 1822 - Macon, 27 de febrer de 1908) nom de soltera de Catherine Elizabeth Benson, va ser una de les primeres dones a obtenir un títol universitari de llicenciatura als Estats Units.

## Biografia
Catherine Brewer va néixer el 24 de gener de 1822, a Augusta, Geòrgia, filla de Thomas Aspinwall Brewer i Mary Foster Brewer. Va tenir dos germans menors, Adeline i Edward Ebenezer. Es van mudar de Massachusetts a Lexington el 1820 i el 1838 es van mudar de nou a Macon.

## Educació
A Gray, Geòrgia, es va inscriure en el Clinton Female Seminary; quan el seminari va tancar, moltes de les estudiants, inclosa Brewer, es van inscriure al Geòrgia Female College (ara Wesleyan College) el 1839. La universitat va començar a impartir classes el 1836, i ella va ser la primera dona a rebre el seu títol a causa que el seu cognom era el primer alfabèticament de tots els de la generació de 1840.
Va rebre el títol el 16 de juliol de 1840, on deia "ha completat el seu curs regular i concedit el seu primer grau", que comunament es refereix al títol de llicenciatura. Ella és recordada cada any en la reunió del Wesleyan College Alumnae Association, on els estudiants usen el "càrrec Benson", pres d'un discurs de la generació de 1888: "Els membres de la classe que es van graduar faran més demandes sobre tu del no es va fer sobre nosaltres. La seva formació, si ets fidel a ella, serà àmpliament a reunir els requisits per satisfer aquestes demandes. Cap benedicció més sàvia podria desitjar per uque que això pugui ser cert per a tota obra designada per Déu.."
Encara que Benson ha estat nomenada la primera dona a rebre un títol de llicenciatura en Estats Units, les dones del Mississippi College han obtingut aquests títols des de 1831.

## Matrimoni i Llegat
Catherine es va casar amb Richard Aaron Benson (nascut el 14 de novembre de 1821 en Putnam County, Geòrgia, i mort el 10 d'octubre de 1877 en Macon) el 24 de novembre de 1842, in Macon, el matrimoni va tenir vuit fills: Catherine Colvard Benson, Richard Edward Benson, Thomas Brewer Benson, Eliza Sophie Benson, William Shepherd Benson, Frank Cook Benson, Howard Burke Benson i Gertrude Benson.